# زمرة أبيلية ابتدائية
في نظرية الزمر، زمرة أبيلية ابتدائية هي زمرة أبيلية منتهية.

## زمر متعلقة بالزمر الأبيلية الابتدائية
انظر زمز هايزنبرغ.